# 諾姆·奧肯
諾姆·奧肯（romanized: Noam Okun，1978年4月16日—），以色列男子職業網球運動員。

## 外部連結
- 諾姆·奧肯（英文/西班牙文）的官方資料
- 諾姆·奧肯的國際網球總會 職業／青少年 官方資料（英文）
- 諾姆·奧肯的官方資料（英文）